# Nora B. Muruaga
Nora B. Muruaga (1963) es una botánica, cactóloga, y taxónoma argentina. Desarrolla actividades académicas y científicas en la Fundación Miguel Lillo, Laboratorio de Taxonomía Vegetal Fanerogámicen el Departamento Botánica.

## Algunas publicaciones
- nora b. Muruaga, m.r. Figueroa Romero†, r. Kiesling. 2008. Circumscription of Rebutia minuscula (Cactaceae, Cactoideae). Darwiniana 46 (2): 318-327 ISSN 0011-6793 en línea
- silvina Garralla, nora b. Muruaga, graciela Cuadrado. 2008. Morfología polínica de especies argentinas de Rebutia S. STR. (Cactaceae, Cactoideae) Darwiniana 46 (2 ): 270-274 en línea